# International Journal of Cardiovascular Imaging
The International Journal of Cardiovascular Imaging is een internationaal, aan collegiale toetsing onderworpen wetenschappelijk tijdschrift op het gebied van de Medische beeldvorming in de cardiologie. De naam wordt in literatuurverwijzingen meestal afgekort tot Int. J. Cardiovasc. Imaging.
Het wordt uitgegeven door Springer Science+Business Media namens de North American Society for Cardiac Imaging.